# Carlos Bruce
Carlos Ricardo Bruce Montes de Oca (Lima, 24 de febrero de 1957) es un empresario y político peruano. Es el actual alcalde del distrito de Santiago de Surco, desde el 1 de enero de 2023. Además, fue congresista de la República en tres periodos. Es más conocido por ejercer como ministro de Vivienda, en los gobiernos de Martín Vizcarra, Pedro Pablo Kuczynski y Alejandro Toledo, donde este último también lo nombró como ministro de la Presidencia.

## Biografía
Nació el 24 de febrero de 1957, es hijo de Eduardo José Bruce Noronha y Alicia Montes de Oca Flores.
Bruce estudió en el Colegio Inmaculado Corazón, y luego, en el Colegio Santa María Marianistas. Una vez graduado, ingresó a la Universidad de Lima para estudiar Economía. Posteriormente, empezó a trabajar en los sectores de construcción, metalmecánica, pesquería y comercio exterior.
Ha sido presidente de la Asociación de Exportadores del Perú (ADEX), presidente de la Federación Latinoamericana de Exportadores (Fladex), presidente de la Coalición Empresarial Anticontrabando de Drogas (CEAD), vicepresidente de la Cámara de Comercio Internacional (CCI-Perú), director de la Confederación Nacional de Instituciones Empresariales Privadas (Confiep) y miembro del Consejo Directivo de la Comisión para la Promoción de Exportadores (Prompex).
Además, se ha desempeñado como consultor internacional, miembro del Consejo Editorial del Diario Síntesis y profesor de la Facultad de Economía de la Universidad de Lima.
Asimismo, fue presidente del Foncodes, del programa especial social productivo A Trabajar, del Fondo de Inversiones para el Desarrollo de Áncash, de la Comisión para la Priorización de Inversiones del Departamento de Pasco (CESPPASCO), del Fondo Mi Vivienda y director del Fonafe.

## Carrera política
Bruce inició su carrera política postulando al Congreso por el partido Somos Perú en las elecciones generales del 2000. Sin embargo, no resultó elegido.
Apoyó al líder de Perú Posible, Alejandro Toledo, en la Marcha de los Cuatro Suyos, siendo uno de líderes principales de la marcha contra la dictadura de Alberto Fujimori.
Tras la caída del régimen fujimorista y la convocatoria a elecciones generales, Bruce postuló nuevamente al Congreso por Perú Posible, sin resultar ser elegido congresista.

### Gobierno de Alejandro Toledo

#### Ministro de la Presidencia
Luego del triunfo de Alejandro Toledo como presidente de la República, en las elecciones del 2001, Bruce fue nombrado como ministro de la Presidencia, el 28 de julio del 2001, en el primer gabinete presidido por Roberto Dañino.
Permaneció en el cargo hasta la desactivación del Ministerio en julio del 2002.

#### Ministro de Vivienda, Construcción y Saneamiento
Tras la disolución de su cartera, pasó como titular del Ministerio de Vivienda, Construcción y Saneamiento, desde 2002 hasta 2005, siendo el ministro con mayor aprobación durante el régimen toledista. Por su gestión, fue conocido desde entonces por el sobrenombre de Techito. Presentó su dimisión al cargo como consecuencia de la designación de Fernando Olivera como canciller.

### Congresista
En 2005, se presentó como candidato a la primera vicepresidencia para las elecciones generales del 2006, bajo la candidatura de Rafael Belaúnde Aubry. Sin embargo, el 31 de enero del 2006, Belaúnde renunció a la candidatura debido a discrepancias internas. Entonces, Bruce aceptó encabezar la lista al Congreso de la República por Perú Posible, y fue elegido congresista para el periodo 2006 - 2011, donde obtuvo la segunda mayor votación a nivel nacional.
Para las elecciones del 2011, Bruce fue candidato a la primera vicepresidencia de la república en la plancha presidencial de Alejandro Toledo por la Alianza Perú Posible y fue director de la campaña presidencial. Sin embargo, la candidatura de Toledo quedó en tercer lugar de las preferencias.
El 26 de mayo del mismo año, Toledo tomó la decisión de que su partido apoyaría al entonces candidato de Gana Perú y luego presidente de la república, Ollanta Humala, en la segunda vuelta. Esto causó un desacuerdo con Bruce, ya que inicialmente el partido informó a la opinión pública que no apoyaría ni a Ollanta Humala ni a Keiko Fujimori.
En las mismas elecciones, Bruce postuló al Congreso de la República y resultó reelegido para el periodo parlamentario 2011 - 2016, con 130 620 votos.
El 29 de julio, Bruce fue expulsado de Perú Posible mediante una misiva de Toledo, por supuestamente difamar a los otros integrantes del partido. Luego, en agosto del 2011, Bruce formó dentro del congreso la bancada Concertación Parlamentaria junto a Renzo Reggiardo y los cuatro parlamentarios apristas reelegidos.
Par las elecciones generales del 2016, se incorporó como miembro del partido Peruanos Por el Kambio que llevaba como candidato presidencial a Pedro Pablo Kuczynski. Bruce postuló nuevamente al parlamento y resultó reelegido, con 112,377 votos, para el periodo parlamentario 2016 - 2021.

### Ministro de Vivienda (2017 - 2019)
En septiembre del 2017, fue designado nuevamente como ministro de Vivienda, Construcción y Saneamiento, por el mandatario Pedro Pablo Kuczynski hasta la renuncia de este y la renovación de un nuevo gabinete encabezado, en ese entonces, por Martín Vizcarra como presidente de la República.
El 11 de marzo del 2019, juró por tercera vez al cargo de ministro de Vivienda, Construcción y Saneamiento, en el nuevo Consejo de Ministros de Martín Vizcarra, presidido por Salvador del Solar, junto a Bruce juramentaron otras siete ministras nuevas conformando un gabinete paritario. Duró 34 días en el cargo, el 14 de abril del 2019 se vio obligado a renunciar debido a las investigaciones abiertas que presentó la Fiscal de la Nación Zoraida Ávalos en contra suya y otros cuatro congresistas César Vásquez Sánchez (APP), Marvin Palma (Cambio 21), Clemente Flores Vílchez (PPK) y Javier Velásquez Quesquén (APRA) por presuntos vínculos con la organización delictiva "Los temerarios del crimen" encabezada por el exalcalde de Chiclayo David Cornejo.
Bruce continuó en sus funciones como parlamentario independiente, y en septiembre del 2019, su cargo llegó a su fin tras la disolución del Congreso decretada por Martín Vizcarra.
Para las elecciones generales del 2021, Bruce reapareció en el ámbito político al ser integrado como miembro del equipo técnico del partido Victoria Nacional del candidato George Forsyth. Luego, durante la segunda vuelta de las elecciones entre los candidatos Pedro Castillo de Perú Libre y Keiko Fujimori de Fuerza Popular, Bruce anunció su apoyo a la candidatura de Fujimori y fue incorporado como miembro de su equipo técnico. Esto generó polémicas, ya que Bruce era considerado como uno de los máximos opositores al régimen dictatorial de Alberto Fujimori, donde encabezó la histórica Marcha de los Cuatro Suyos.

### Alcalde de Santiago de Surco
Ante la llegada de las elecciones municipales del 2022, Bruce se incorporó al partido Avanza País y anunció su candidatura a la alcaldía del distrito de Santiago de Surco. Culminando los procesos electorales, Bruce resultó elegido como alcalde para el periodo municipal 2023 - 2026.

## Vida personal
El 18 de mayo del 2014, en una entrevista con el diario El Comercio, reveló su homosexualidad, luego de muchas especulaciones creadas a partir de impulsar la ley sobre la unión civil de personas del mismo género en el Perú, convirtiéndose en el primer político abiertamente gay en la historia del país.
El 27 de agosto de 2024, Bruce se casó en Madrid con el odontólogo Alejandro Quiroz, con quien había empezado su relación en 2019.

## Controversias
El 5 de junio de 2019, soltó controversia con comentarios que fueron calificados como racistas hacia el presidente, de aquel entonces, Martín Vizcarra. El parlamentario oficialista aseguró, que Moquegua era solo una región pequeña, y que Vizcarra había sido incluido en la plancha presidencial ante la necesidad de requerir de un provinciano que representase el interior del país.